# Wait and Bleed
Wait and Bleed ist ein Lied der US-amerikanischen Metal-Band Slipknot. Es wurde am 28. Februar 2000 als erste Single aus dem selbstbetitelten Debütalbum ausgekoppelt.

## Musikvideo
Es gibt zwei Musikvideos zu Wait and Bleed. Das erste Musikvideo wurde unter der Leitung von Thomas Mignore gedreht und ist etwa eine Minute länger als die Albumversion. Zu Beginn sieht man, wie ein Mann einen Baum fällt und ihn in seine Werkstatt bringt. Darin befanden sich Fliegen und Maden, mit denen er scheinbar Experimente durchführen möchte und die er deshalb in Einmachgläser steckt. Die Mitglieder von Slipknot sind als Stoffpuppen dargestellt. Der Bassist Paul Gray wird von ihm festgehalten und eine Made eingepflanzt, wodurch ihm offensichtlich neues Leben eingehaucht wird. Auch der Sänger Corey Taylor ist in einem Käfig eingesperrt, kann sich aber später befreien. Die übrigen Mitglieder dringen unbemerkt in das Gebäude ein, um offensichtlich eine Befreiungsaktion zu starten. So kommt der Drummer Joey Jordison z. B. durch den Gullydeckel. Der Mann wird auf einmal von etwas im Gesicht getroffen und lässt dadurch ein Glas voller Fliegen fallen. Das Glas zerbricht, was dazu führt, dass die Insekten zahlreich im Raum herumfliegen. Davon abgelenkt, kommt der Gitarrist Mick Thomson auf ihn zu und zieht ihm am Bein, wodurch er das Gleichgewicht verliert und fällt. Slipknot versammeln sich um den entsetzten Mann. Zuvor hat der Trommler Chris Fehn allerdings eine Bezinspur gelegt, auf die er letzten Endes gefallen ist. Am Ende sieht man, wie der andere Trommler Shawn Crahan die Benzinspur mit einem Bunsenbrenner ansteckt. Folglich wird der Mann lebendig verbrannt, was aber unklar bleibt, da an dieser Stelle das Video endet.
Das zweite Video zeigt die Band, wie sie das Lied bei einem Konzert spielt.

## Versionen

### CD
1. Wait and Bleed (Terry Date Mix) – 2:34
2. Spit It Out (Overcaffeinated Hyper Version) – 2:28
3. (sic) (Molt-Injected Mix) – 3:28
4. Live-Musikvideo von Wait and Bleed

### Promo-CD
1. Wait and Bleed – 2:27
2. Wait and Bleed (LP Mix) – 2:27
3. Call-Out Hook (LP Mix) – 0:12

### Kassette
1. Wait and Bleed – 2:27
2. Me Inside – 2:39

## Auszeichnungen
Das Lied war 2001 bei der 43. Grammyverleihung in der Kategorie Best Metal Performance nominiert. Es war das erste Mal, dass die Band eine solche Nominierung erhielt. Letzten Endes ging der Preis jedoch an die Deftones für den Song Elite. Bei den Kerrang! Awards gewann Wait and Bleed 2000 die Auszeichnung für die beste Single. VH1 wählte Wait and Bleed auf Platz 36 der 40 größten Metal-Hits.

## Kommerzieller Erfolg

### Chartplatzierungen
| ChartsChartplatzierungen     | Höchstplatzierung | Wochen |
| ---------------------------- | ----------------- | ------ |
| Vereinigtes Königreich (OCC) | 27 (3 Wo.)        | 3      |

### Auszeichnungen für Musikverkäufe
| Land/Region                  | Auszeichnungen für Musikverkäufe (Land/Region, Auszeichnung, Verkäufe) | Verkäufe  |
| ---------------------------- | ---------------------------------------------------------------------- | --------- |
| Kanada (MC)                  | 2× Platin                                                              | 160.000   |
| Neuseeland (RMNZ)            | Platin                                                                 | 30.000    |
| Portugal (AFP)               | Gold                                                                   | 5.000     |
| Vereinigte Staaten (RIAA)    | Platin                                                                 | 1.000.000 |
| Vereinigtes Königreich (BPI) | Gold                                                                   | 400.000   |
| Insgesamt                    | 2× Gold · 4× Platin ·                                                  | 1.595.000 |

Hauptartikel: Slipknot/Auszeichnungen für Musikverkäufe

## Trivia
- Wait and Bleed findet unter anderem in der Videospielreihe Rock Band Verwendung.
- Das Stück ist seit seiner Veröffentlichung Standard auf Slipknot-Konzerten.[9]